# Cryphia fraudatricula
Cryphia fraudatricula là một loài bướm đêm trong họ Noctuidae.